# Левое революционное движение (Чили)
«Левое революционное движение» (МИР, исп. Movimiento de Izquierda Revolucionaria, MIR) — чилийская леворадикальная политическая партия и партизанская организация, созданная группой исключённых из Социалистической партии интеллектуалов во главе с Мигелем Энрикесом 15 августа 1965 года. Ставила своей целью создание в Чили социалистического государства путём активной герильи против правых режимов Национальной и Христианско-демократической партий. До 1973 года пользовалась определённым влиянием на юге страны, особенно в Консепсьоне. Член коалиции «Народное демократическое движение» (1983—1987) и Хунты революционной координации (1973—1976).
После победы на президентских выборах 1970 года представителя левой коалиции «Народное единство» Сальвадора Альенде формально поддерживала его вне этого блока, но фактически выступала против его действий с ультралевых позиций. По мнению историка и дипломата Николая Платошкина, деятельность МИР активно способствовала падению популярности «Народного единства» в среднем классе и чилийской армии, что привело к размыванию электоральной базы блока, переходу в оппозицию к нему ХДП и способствовало в дальнейшем военному перевороту.
После прихода к власти военной хунты было подвергнуто активному преследованию и репрессиям спецслужбой диктатуры ДИНА, уничтожившей в ряде операций почти всё руководство МИР, включая Энрикеса. Оставшиеся активисты организации продолжали борьбу в подполье, используя методы городской герильи. В 1983 году МИР смогло восстановить контакт с эмигрантскими кругами, получив поддержку со стороны ПФМР и совместно с ним проведя ряд успешных акций.
Переход Чили к демократии вызвал раскол МИР на сторонников мирной и силовой борьбы, последние из которых окончательно были разбиты в середине 1990-х годов. По состоянию на 2022 год — политический союзник Чилийской коммунистической партии (Пролетарское действие), в органах власти не представлено.

## История

### Основание. В оппозиции к Фрею и Христианско-демократической партии
Социалистическая партия Чили с самого своего основания Мармадуком Грове в 1933 году объединяла неоднородные силы сторонников социалистического курса (включая троцкистов) и занимала радикальные позиции в вопросе борьбы за власть (указывая на опыт установленной силовым путём Социалистической республики Чили, одним из лидеров которой был Грове). Несмотря на то, что благодаря участию в деятельности двух правительственных блоков (Народный фронт при президентстве Педро Агирре Серда (1938—1941) и Демократический альянс при президентстве Габриэля Гонсалеса Виделы (1946—1947)) СПЧ смогла укрепить свои позиции и сблизиться с другими левыми партиями, настроенными на мирный процесс, прежде всего Радикальной и Коммунистической (союз с которой будет продолжаться вплоть до военного путча 1973 года), сторонники силового захвата власти в Чили продолжали занимать в ней ведущие роли и сформировали фракцию «революционных социалистов» или «спартаковцев». После победы на президентских выборах в 1964 году представителя правой Христианско-демократической партии (ХДП) Эдуардо Фрея (который обошёл кандидата от СПЧ и левой коалиции FRAP Сальвадора Альенде исключительно благодаря активному вмешательству в выборы со стороны США, что впоследствии было признано комиссией Чёрча), они попытались провести линию на полный отказ соцпартии от союза с «непролетарскими слоями», но не добились успеха и фракция «революционных социалистов» была исключена из СПЧ.
15 августа 1965 года в помещении анархистского профсоюза в Сантьяго состоялась встреча представителей несистемных левых сил (маоисты, троцкисты, «социальные анархисты») с исключёнными из СПЧ (и несколькими — из КПЧ) леворадикалами (бывший генсек соцпартии Рауль Ампуэро, Лусиано Крус, Мигель Энрикес и Баутиста ван Шовен), на которой было принято решение о создании Левого революционного движения (МИР).
МИР позиционировала себя единственной по-настоящему марксистско-ленинской партией Чили и провозгласила курс на вооружённое восстание, захват власти в стране силовым путём и установление диктатуры пролетариата. Идеологические установки МИР отмечались серьёзным влиянием маоизма (так, МИР выступила в поддержку Культурной революции), однако впоследствии маоисты разорвут связи с ней.
Наибольшей поддержкой МИР заручился на юге страны, особенно в Консепсьоне, где миристы опирались на студенчество местного университета. Когда в 1967 году в город приехали советские журналисты, то они увидели, что стены домов исписаны лозунгами: «Только вооруженная борьба!», «Только настоящие революционеры совершат революцию!», «Да здравствует МИР! Да здравствует партизанская борьба!». Также поддержку МИР оказывала Куба — с её помощью им удалось наладить выпуск своего печатного органа «Пунто финаль», однако кубинцы отказались передать МИР оружие.
МИР выступила против курса на сплочение всех оппозиционных ХДП сил слева в единый блок, проводимый КПЧ и, под её влиянием, принятый социалистами и Радикальной партией. Миристы активно критиковали компартию за «реформизм» и «сотрудничество с буржуазией». Коммунисты отвечали на полемику, называя МИР «мелкобуржуазной группкой» (большинство руководителей МИР действительно были родом из непролетарских слоёв чилийского общества). Полемика между МИР и КПЧ особенно обострилась после ввода советских войск в ЧССР в 1968 году (коммунисты поддержали действия СССР, миристы их осудили). В январе следующего года МИР, собрав достаточно сил, приступила к осуществлению акций прямого действия — захват земель в трущобах, создание временных поселений, неподконтрольных властям страны (например, «Ленин» в Консепсьоне), взрывы бомб в консульстве США и супермаркетах. Было совершено нападение на дом сенатора от правой Национальной партии Франсиско Бульнеса. В августе 1969 года боевики МИР попытались разрушить памятник на могиле бывшего президента страны Артуро Алессандри. В 1969-1970 годах члены МИР провели ряд нападений на банки («революционных экспроприаций») и попытались угнать несколько самолетов (один – удачно). В апреле 1969 года британское посольство в Сантьяго получило информацию о том, что «члены МИР (возможно, численностью более 200 человек) планируют начать действия в стиле «тупамарос».
Карабинеры раскрыли ряд подпольных «партизанских школ» МИР в долине реки Майпу (июнь 1969 года) и недалеко от города Вальдивия (май 1970 года). Правые СМИ широко использовали эти факты для дискредитации левых сил. Деятельность МИР была запрещена.
Энрикес и его соратники, несмотря на своё исключение из Социалистической партии, сохранили там широкие связи. В 1969 году в руководство МИР вошел Паскаль Андрес Альенде (тоже бывший социалист) — племянник фактического лидера соцпартии Сальвадора Альенде, бывшего тогда Председателем Сената Чили и сын его сестры Лауры, которая была депутатом парламента от СПЧ. Дружеские отношения с Энрикесом поддерживала и дочь Альенде Беатрис. Сам будущий президент страны относился к миристам, как к незрелой молодежи, но не препятствовал им. Своему племеннику Альенде прислал в подарок в коробке из-под обуви «кольт» 45-го калибра с запиской: «Ты избрал этот путь. Пройди его до конца».
МИР отказалось войти в объединившую левые силы Чили коалицию «Народное единство» и поддержать кандидатуру Сальвадора Альенде на президентских выборах 1970 года, так как считало, что он всё равно не сможет победить на них (до этого Альенде уже участвовал в трёх президентских кампаниях и всякий раз неудачно, хотя с каждой процент отданных за него голосов рос). Миристы активно готовились к вооружённым акциям перед выборами, создавая с сентября 1969 года «партизанские школы» и «военно-политические группы». 27-29 июня 1970 года боевики МИР организовали столкновения с силами полиции и армии в Сантьяго, пытаясь сорвать выборы. Президент Фрей объявил чрезвычайное положение в столице и провинции Антофагаста, где в уличных стычках были ранены около 20 человек. Единый профсоюзный центр трудящихся Чили (КУТ), находившийся под влиянием коммунистов, ответил Фрею 24-часовой общенациональной забастовкой протеста, участники которой потребовали повышения зарплат и принятия мер против инфляции. В ходе забастовки правые активисты спровоцировали столкновения с манифестантами, во время которых один человек был убит и двое ранены. Армия и полиция заняли центр чилийской столицы. Понимая, что действия МИР могут привести к поражению всех левых, Альенде попросил своего племянника организовать встречу с Энрикесом на одной из конспиративных квартир миристов в Сантьяго и смог убедить его свернуть акции прямого действия. 5 сентября 1970 года Сальвадор Альенде, за которого на местах проголосовали и многие члены МИР, был избран президентом Чили, опередив кандидата правых сил Хорхе Аллесандри на 39 175 голосов (1 070 334 против 1 031 159).

### В оппозиции к Альенде и «Народному единству»
После прихода к власти Альенде, миристы (деятельность которых всё ещё была запрещена) решили поддержать «реформистское», по их терминологии, «Народное единство», так как не верили, что реакция даст возможность левому правительству спокойно работать. Глава МИР Энрикес приказал боевым группам партии внедриться в ультраправые организации, прежде всего в созданную при активном участии ЦРУ США неофашистскую террористическую организацию «Патриа э либертад (ПИЛ)» и «Командо Роландо Матус (КРМ)», чтобы предотвращать их провокации против Альенде. Миристы также предоставили президенту охрану из вооружённых активистов во главе с 23-летним студентом Ариэлем Фонтана (настоящее имя — Макс Марамбио), который прошел военную подготовку в частях спецназа Революционных вооруженных сил Кубы. На этой основе сформировалась охранная структура Альенде, получившая название Группа личных друзей (GAP). Внутри GAP существовали противоречия между миристами и социалистами. В 1972 году МИР отозвало своих представителей из GAP.
Формально заявляя о своей поддержке «Народного единства», руководство МИР решило под его прикрытием явочным порядком реализовывать свою политическую программу, то есть незаконными методами толкать «реформистское» правительство Альенде влево, ставя его перед свершившимися фактами. Миристы подбивали рабочих самовольно «национализировать» предприятия, а крестьян и батраков — захватывать помещичьи земли. Эти действия поддерживались многими социалистами (включая руководителя соцпартии Карлоса Альтамирано, стоявшего в то время на леворадикальных позициях и считавшего Альенде слишком правым политиком), а также партией МАПУ (лидер которой Жак Чончоль занимал пост министра сельского хозяйства в правительстве Народного единства и курировал аграрную реформу). Некоторые СМИ партий «Народного единства» (например, газета «Кларин» (тираж 190 тысяч экземпляров) часто публиковали статьи, отражавшие точку зрения МИР и критиковавшие правительство с ультралевых позиций.
Несмотря на это, 18 декабря правительство Чили объявило об амнистии членов МИР и отмене запрета на её деятельность. Тюрьмы покинули 43 руководителя и боевика МИР. Президент Альенде считал, что после победы «Народного единства» у МИР нет
никаких оснований для вооруженной борьбы, однако те так не считали — уже в начале декабря 1970 года миристы столкнулись с активистами комсомола на выборах в руководство студенческой организации Консепсьона. Вооруженные бойцы МИР окружили членов молодежной организации КПЧ, которые расклеивали постеры. Раздались выстрелы, один из членов МИР был убит, несколько человек с обеих сторон — ранены. Альенде лично занялся урегулированием конфликта, в конце-концов было решено, что
левые выставят единого кандидата — члена МИР Нельсона Гутьерреса. Президент даже предложил Мигелю Энрикесу пост министра здравоохранения, если МИР войдет в «Народное единство» и прекратит самовольные незаконные акции, но тот отказался. Амнистированный лидер боевого крыла МИР Лусиано Крус стал без ведома правительства организовывать тайное складирование оружия.
Членам МИР, инфильтровавшимся в ПИЛ, удалось узнать о подготовке той в сотрудничестве с американскими спецслужбами некой операции против правительства (которой оказалось убийство главнокомандующего Сухопутных войск ВС Чили генерала Рене Шнейдера, сорвавшего направленную против Альенде попытку военного переворота), однако они не смогли узнать её цель. Тем не менее, они выдали чилийской полиции ряд пиловцев, виновных в организации и осуществлении террористических актов и акций саботажа.
Миристы активно участвовали в проведении аграрной реформы, однако преследовали при этом свои цели. Под их руководством была организована кампания захватов земель на юге страны (особенно в провинции Каутин вдоль границы с Аргентиной), при этом министр сельского хозяйства Чончоль прямо поддержал их (по его словам, «на место злоупотреблений меньшинства пришло злоупотребление большинства»), из-за чего Альенде был вынужден запретить карабинерам применить силу против крестьян. Напротив, был задержан один из землевладельцев, пытавшихся оказать сопротивление. Всего в 1971 году было зарегистрировано 1278 случаев самовольного захвата земли. Эти действия вызвали значительное падение поддержки «Народного единства» со стороны фермеров и землевладельцев, которые бросали свои предприятия или прекращали полевые работы, опасаясь захватов. Некоторые помещики перегоняли целые стада крупного рогатого скота в соседнюю Аргентину. Альенде лично приехал в район массовых захватов, чтобы убедить крестьян действовать в рамках закона, но МИР 2 марта 1971 года потребовало пересмотра закона об аграрной реформе «как буржуазного и не служащего интересам улучшения жизни крестьян».
31 мая 1971 года президент Альенде прибыл в Университет Консепсьона — цитадель миристов. Его и ректора университета собравшиеся радикалы встретили оскорбительными криками. В своей речи глава государства отстаивал мирный путь перехода Чили к социализму и категорически выступил против вооружённых методов. Лидер федерации студентов, член МИР Гутьеррес настаивал в своей речи на том, что чилийская революция должна следовать китайскому и кубинскому примеру. Альенде ответил ему цитатами из Ленина о гибкости марксизма и необходимости для истинных марксистов учитывать национальные условия своих стран. «Вы критикуете не меня, вы критикуете Ленина!» — воскликнул президент.
Ультралевые в ответ решили практически показать «реформистскому» президенту, как надо проводить революцию — 8 июня боевики другой радикальной группы, «Организованный авангард народа» (радикального откола от МИР), убили бывшего министра внутренних дел в правительстве Фрея Эдмундо Суховича, члена Христианско-демократической партии. Хотя все партии «Народного единства» (и даже само МИР, оказавшееся под давлением общественности) осудили этот теракт, ХДП и Национальная партия обвинили в его организации едва ли не лично президента, который своим попустительством «вооружённым марксистским группировкам» допустил в стране атмосферу нетерпимости. Именно после этого ХДП окончательно отказалась от каких-либо контактов с «Народным единством» и перешла в непримиримую оппозицию к нему, предложив Национальной партии создать правый блок (в будущем известный, как «Конфедерация за демократию»).
Альенде был вынужден потребовать от МИР распустить его личную охрану. Уже 11 июня экстремизм леворадикалов дал первые негативные результаты — на выборах ректора Университета Сантьяго правые консолидировано выступили в поддержку кандидата от ХДП Боэнингера и тот одержал победу с результатом 51,24% голосов (кандидат от «Народного единства» получил 48%), что привело к усилению позиций правой оппозиции среди студенчества. 15 июня ХДП и НП выразили совместный вотум недоверия председателю Палаты депутатов и добились его смещения. 17 июня МИР совершило теракт в главном управлении расследований полиции, убив двух полицейских. Экс-президент Фрей (находившийся в то время в Лондоне) потребовал от правительства немедленного роспуска всех левоэкстремистских организаций. Бывший президент заявил, что толерантность правительства по отношению к вооруженным левым группам является вызовом вооруженным силам, так как нарушает их монополию на ношение оружия. ХДП снова резко критиковала Альенде за амнистию конца 1970 года, по которой на свободу вышли многие активисты МИР.
МИР почти до конца года прекратило политическую активность, но в ноябре вновь активизировалось. Энрикес констатировал наличие в стране острого политического кризиса, обвинив в его организации КПЧ и ХДП, а также обвинил «непролетарские» партии «Народного единства» в сговоре с правыми. При этом он заявил, что МИР активизирует захваты крестьянами земель. Политический комитет «Народного единства» счёл нужным ответить на речь Энрикеса специальным заявлением, в котором обвинил леворадикалов в «инфантилизме» и отталкивании от блока тысячи мелких и средних землевладельцев, «примерно половину» которых МИР «подарило правым силам». Рупор правых сил Чили, газета «Меркурио», опубликовала пространные выдержки из обоих документов под заголовком «Народное единство полностью отвергает политику МИР», радуясь росту противоречий в правительственном лагере.
24—25 ноября 1971 года в Сантьяго состоялись антиправительственные демонстрации школьников и студентов, организованные ректоратом Университета Сантьяго и ХДП. Боевики МИР попытались спровоцировать столкновения с ними, на что после наложилась деятельность Национальной партии и ПИЛ, чьи боевики также присоединились к беспорядкам. Министр внутренних дел, социалист и близкий соратник Альенде Хосе Тоа, был вынужден применить силу для их разгона. Оппозиционное большинство Палаты депутатов немедленно выставило вотум недоверия Тоа и президент был вынужден отправить его в отставку (скоро назначив министром обороны). 16 января 1972 года на довыборах в Сенат от провинций О'Хиггинс и Кольчагуа и в Палату депутатов в провинции Линарес с уверенным отрывом победили представители НП и ХДП, что было тревожным сигналом для «Народного единства» — оно потеряло поддержку в аграрных регионах страны. Лидер НП Харпа с удовольствием прокомментировал исход выборов в Линаресе, как отпор сельского населения Жаку Чончолю и его реформе.
С февраля 1972 года МИР сближается с СПЧ и начинает открытую полемику против КПЧ, обвиняя её в соглашательстве с ХДП. 9 апреля в Консепсьоне глава компартии Луис Корвалан обрушился с резкой критикой на МИР (а опосредованно и на соцпартию, которая в Консепсьоне заключила с МИР соглашение о единстве действий). Лидер КПЧ подчеркнул, что правительство не может подавлять вооруженные банды ПИЛ и спустя рукава относится к таким же бандам МИР, которые тоже являются незаконными. На выборах ректора Университета Сантьяго весной правые вновь выдвинули христианского демократа Боэнингера, а «Народное единство» в ответ — экономиста Фелипе Эрреру Лейна, который несколько лет работал в штаб-квартире МБРР в Вашингтоне. МИР вновь вмешалось, выдвинув Паскаля Альенде, расколов тем самым сторонников левых и принеся победу Боэнингеру. 12 мая активисты МИР совместно с членами СПЧ, МАПУ и Партии христианских левых сорвали демонстрацию ХДП, перегородив ей путь баррикадами и завязав драку, в которой погиб один боевик МИР. Компартия выступила с резкой критикой попустительства правительства деятельности экстремистов:

«Если вообще лишить оппозицию права выражать свое мнение, то страна расколется на два лагеря, которые, в конечном счете, столкнутся в гражданской войне. Ультраправые и ультралевые сектора работают в этом направлении, а «Меркурио» публикует одновременно и фашистов из «Патриа и Либертад», и леваков из МИР... Мы говорим: хватит! Надо изменить курс».
Рост насилия со стороны левых экстремистов стал беспокоить и высшее командование вооруженных сил, прежде всего генерала Пратса, который до сих пор лояльно относился к Альенде. Президенту, который был вынужден бороться на два фронта против радикалов справа и слева, пришлось ввести в правительство ряд представителей генералитета, а Пратса назначить вице-президентом Чили. СПЧ и МИР решительно осудили это.
На парламентских выборах 4 марта 1973 года, хотя «Народное единство» несколько улучшило свои позиции, победу одержала оппозиционная «Конфедерация за демократию» во главе с ХДП. В Консепсьоне — бастионе влияния МИР — доля голосов, поданных за компартию, резко сократилась: с 27,05% в 1969 году до 15,1% в 1973-м. 24 марта миристы захватили здание министерства жилищного строительства, взяли заложников и встретили подоспевших карабинеров камнями, а 28-го — начали переговоры с частью руководства СПЧ, МАПУ и Партией левых христиан о формировании в противовес «реформистскому» «Народному единству» блока «Революционное единство». МИР открыто критиковало Альенде, называя его «чилийским Керенским».
Альенде начал переговоры о формировании нового правительства с участием военных и представителей ХДП, но те заняли непримиримую позицию. Командование чилийской армии при поддержке и активном участии ЦРУ США начало готовить планы военного переворота. Ночью 27 июля боевиками ПИЛ был убит военно-морской адъютант президента, капитан первого ранга Артуро Арайя. 6 августа с помощью вертолетов был фактически захвачен государственный металлургический завод в Сантьяго. В провинции Магальянес были заняты семь государственных предприятий, причем во время этой акции «при попытке к бегству» застрелили рабочего. Альенде через своего племянника связался с Энрикесом и прямо потребовал от того готовить МИР к переходу на нелегальное положение из-за приближения попытки военного переворота.
11 сентября 1973 года военная хунта заговорщиков генерала Пиночета начала открытый мятеж. Были захвачены известные военной разведке конспиративные объекты МИР, что быстро лишило его доступа к большей части запасов оружия. Часть руководства СПЧ и лидеры МИР собрались на заводе «Индумет», чтобы согласовать тактику своих действий, но Энрикес смог привести в готовность только свой резерв из 40-50 человек, подчинявшийся напрямую Политкомиссии МИР. Предложенный им план был нереалистичный — предполагалось, что этот отряд прорвётся к уже окружённому танками путчистов президентскому дворцу «Ла-Монеда», прорвав его блокаду с помощью бутылок с горючей смесью и самодельных гранат, а потом из деблокированных промышленных кварталов подойдёт колонна СПЧ численностью до 5 тыс. вооружённых рабочих. Во время совещания на «Индумете» один из лидеров соцпартии Арнольдо Камю наугад набрал один из личных номеров Альенде в «Ла Монеде». Ответил бывший директор службы расследований Эдуардо «Коко» Паредес, спросивший, когда же подойдет помощь. Лидер МИР Энрикес пообещал пробиться к «Ла Монеде» часам к четырём. В это время раздались крики: «Нас окружают!» — к «Индумету» подъехал автобус, из которого выскочили карабинеры. Участники совещания стали спасаться бегством.
Отдельные группы миристов пытались оказывать сопротивление 11 и 12 сентября, но оно было быстро подавлено. Мигель Энрикес, постоянно меняющий конспиративные квартиры, приказал МИР уйти на нелегальное положение и начать партизанскую войну. До конца года боевиками МИР были убиты более 150 солдат, офицеров и карабинеров.

### Борьба МИР в оппозиции к Пиночету и военной хунте Чили
Так как МИР было наиболее организованной парамилитарной организацией, которая могла бы вести партизанскую войну против хунты, режим Пиночета немедленно приступил к её широкомасштабному преследованию. ДИНА (с 1977 — СЕНИ) пытались отследить местоположение Энрикеса и других лидеров миристов, параллельно армия и Корпус карабинеров вели массовые зачистки южных регионов Чили, где МИР пользовалось наибольшей поддержкой. Сотни активистов были убиты без суда или отправлены в концлагеря, такие как вилла Гримальди или «Трес-Аламос». Тысячи лиц, уличённых (или ошибочно обвинённых) в поддержке МИР — подвергнуты жестоким пыткам. Были выслежены и убиты почти все его руководители. МИР также подверглось централизованной атаке СМИ диктатуры в ходе т. н. операции «Коломбо».
Энрикесу, вопреки его расчётам, не удалось ни поднять против хунты крестьянское движение, ни организовать резервную базу организации за границей. Не оправдались и надежды на помощь со стороны Хунты революционной координации, просуществовавшей 3 года. Не удалось также решить проблему острого дефицита оружия после потери его основных запасов в день военного путча. ДИНА смог разорвать связи миристов с эмигрантскими центрами их союзников из запрещённого «Народного единства», что серьёзно ударило по общей координации действий антипиночетовских сил. Обратной стороной этого стало сглаживание противоречий МИР с КПЧ — их взаимные нападки друг на друга прекратились, МИР совместно с партиями «Народного единства» подписало заявление «Чили борется и будет бороться, пока не вернет себе утраченную свободу», в котором призывало мировое сообщество оказать помощь чилийским патриотам в борьбе с военной хунтой.
5 октября 1974 года ДИНА удалось определить местонахождение Мигеля Энрикеса на одной из его конспиративных квартир в коммуне Сан-Мигель в Сантьяго. Туда были направлены крупные силы войск, карабинеров и спецназа под командованием Марсельо Морена Брито, Мигеля Краснова и Освальдо Ромо. Лидер МИР оказал вооружённое сопротивление и погиб в бою. Руководство партией принял на себя Паскаль Альенде, с 1975 по 1977 год координировавший её деятельность из-за границы.
С конца 70-х годов обстановка начала изменяться в пользу миристов — им удалось организовать переброску в Чили дополнительных сил (операция «Возвращение», 1977—1979) и провести ряд успешных операций, таких как похищение Национального флага (1980) и убийство коменданта Сантьяго, генерала Урсуа (1983). При попытке теракта у казарм СЕНИ погиб Луис Каревич (1979). МИР наращивал своё влияние в крестьянской, молодёжной и профсоюзной среде, создав ряд подпольных организаций — так, МИР стоял у истоков Комитета защиты прав народа (CODEPU, 1980), сыгравшего немаловажную роль в разоблачении преступлений хунты. Были и неудачные операции: так, бойцы МИР попытались, но не смогли взорвать Вечный огонь Свободы, установленный хунтой перед дворцом «Ла-Монеда» (однако убили охранявшего монумент карабинёра).
В 1983 году Паскалю Альенде удалось восстановить связь с координационными центрами чилийской эмиграции на Кубе и в ГДР. МИР вошло в состав коалиции «Народное демократическое движение», взявшей курс на силовое противостояние с режимом Пиночета. Было организовано взаимодействие между миристами и Патриотическим фронтом Мануэля Родригеса, сформированном с кубинской, восточногерманской и болгарской помощью вооружённым крылом компартии.
К началу 80-х годов у МИР оставалось около 3 тыс. бойцов. В 1981 году организация потерпела серьёзное поражение от хунты, когда в результате карательной операции армии была разгромлена партизанская колонна миристов в районах Нельтуме и Науэльбута.

### МИР после 1990 года
С 1987 года, на волне некоторой либерализации режима перед референдумом о продлении полномочий Пиночета, в МИР начались расхождения относительно методов дальнейшей борьбы с хунтой. Первая фракция объединилась вокруг лидера Революционного рабочего фронта (политического крыла МИР) Эрнаном Агило и выступала за продолжение партизанской войны. Вторая, во главе с Нельсоном Гутьерресом и Джекаром Негме, склонялась к приоритету политических методов и ограничению герильи целями самообороны. Третью, которая предлагала комбинировать мирные и силовые средства, возглавлял лидер МИР Паскаль Альенде. 1 ноября 1990 года МИР смог восстановить издание своего печатного органа, получившего название «Революционная народная война».
Давление на МИР со стороны силовых структур хунты не ослабевало, что к 1990 году свело активность его радикальных крыльев на нет. Попытка ряда активистов движения организовать в 1991 году новую организацию «МИР — Партизанская армия бедных — Свободная Родина» (исп. MIR — Ejército Guerrillero de los Pobres — Patria Libre, MIR-EGP-PL) завершилась её разгромом к середине 90-х годов — уже после Пиночета, при правительстве Патрисио Эйлвина. Оперативные мероприятия против МИР осуществлялись новой спецслужбой Офис под руководством социалиста Марсельо Шиллинга.
Ослабление радикалов привело к усилению представляемого Гутьерресом политического крыла, однако в нём также возникли противоречия по способам интеграции МИР в политическую жизнь страны. Меньшинство выступало за роспуск движения и индивидуальное вступление его членов в Социалистическую партию. Представлявшее руководство МИР так называемое Временное Национальное управление, возглавляемое Карлосом Лаферте, Лучано Вехаром, Маурисио Чаморро и Педро Уэртой, предлагало, по опыту допиночетовского периода, вступать в коалиции с другими леворадикальными организациями (в частности, под их влиянием МИР присоединился к Альендистскому левому демократическому движению, существовавшему в 1991—1993 годах). Третьей стороной были сторонники самостоятельного участия МИР в политической деятельности во главе с Деметрио Эрнандесом, экс-членом руководства МИР.
В конечном итоге, возобладала линия Временного Национального управления — МИР окончательно отказался от партизанской борьбы и начал принимать участие в деятельности леворадикальных и левых коалиций. Несогласные с этим перешли в MIR-EGP-PL и продолжили силовую борьбу с режимом в её рядах.